# 全国人民代表大会环境与资源保护委员会
全国人民代表大会环境与资源保护委员会（简称全国人大环境与资源保护委员会，俗称全国人大环资委），是中华人民共和国最高国家权力机关全国人民代表大会设立的专门委员会之一。

## 沿革
根据《中华人民共和国宪法》第七十条和《中华人民共和国全国人民代表大会组织法》第三十五条关于全国人民代表大会设立专门委员会的规定，1993年3月第八届全国人民代表大会第一次会议表决设立全国人民代表大会环境保护委员会。1994年第八届全国人民代表大会第二次会议起更名为全国人民代表大会环境与资源保护委员会。
2016年12月12日第十二届全国人民代表大会常务委员会第八十四次委员长会议原则通过，2017年4月11日第十二届全国人民代表大会常务委员会第九十三次委员长会议修改的《全国人大常委会2017年工作要点》中称，已设立全国人大各专门委员会分党组，以便“加强专门委员会党的工作和党的建设”。

## 组织结构
《中华人民共和国全国人民代表大会组织法》第三十五条规定，“各专门委员会由主任委员、副主任委员若干人和委员若干人组成。”“各专门委员会的主任委员、副主任委员和委员的人选，由主席团在代表中提名，大会通过。在大会闭会期间，全国人民代表大会常务委员会可以补充任命专门委员会的个别副主任委员和部分委员，由委员长会议提名，常务委员会会议通过。”

## 职责
全国人民代表大会环境与资源保护委员会主要工作任务：一是防治环境污染立法与监督工作；二是生态环境保护立法与监督工作；三是自然资源保护立法与监督工作。工作职责如下：
1. 审议全国人民代表大会主席团或者全国人民代表大会常务委员会交付的有关环境和资源保护方面的议案和其他有关议案；
2. 向全国人民代表大会主席团或者全国人民代表大会常务委员会提出属于全国人民代表大会或全国人民代表大会常务委员会职权范围内同环境和资源保护方面有关的议案；
3. 根据全国人民代表大会常务委员会的立法计划和规划，拟订和组织起草环境和资源保护方面的法律草案和有关议案草案。审议全国人民代表大会主席团或者全国人民代表大会常务委员会交付的由国务院有关部门起草的环境和资源保护方面的法律草案，提出审议报告；
4. 审议全国人民代表大会常务委员会交付的被认为同宪法、法律相抵触的国务院有关环境和资源保护方面的行政法规、决定和命令，国务院各部、各委员会有关环境和资源保护方面的命令、指示和规章，省、自治区、直辖市人民代表大会和它的常务委员会有关环境和资源保护方面的地方性法规和决议，以及省、自治区、直辖市人民政府有关环境和资源保护方面的决定、命令和规章，提出审议报告；
5. 审议全国人民代表大会主席团或者全国人民代表大会常务委员会交付的有关环境和资源保护方面的质询案，听取受质询机关对质询案的答复，必要时向全国人民代表大会主席团或者全国人民代表大会常务委员会提出审议报告；
6. 审议全国人民代表大会常务委员会交付的国家社会经济发展规划和计划中有关环境和资源保护方面的方针、政策和内容，审议全国人民代表大会常务委员会交付的对环境和资源保护有重要影响的国家重大开发建设项目，提出审议报告；
7. 协助全国人民代表大会常务委员会，对环境和资源保护方面法律的实施和国务院环境和资源保护方面的工作进行监督；
8. 对属于全国人民代表大会或者全国人民代表大会常务委员会职权范围内同环境与资源保护委员会有关的问题，进行调查研究，提出建议；
9. 根据全国人民代表大会常务委员会开展议会外交的工作方针和统一安排，加强与国外议会和有关国际组织在环境和资源保护方面的交往与合作，增进了解和友谊；
10. 完成全国人民代表大会及其常务委员会交付的其他有关工作。

## 办事机构[5]
- 办公室
- 法案室
- 调研室

## 历届组成人员
- 第八届全国人民代表大会环境与资源保护委员会（主任委员：曲格平）
- 第九届全国人民代表大会环境与资源保护委员会（主任委员：曲格平）
- 第十届全国人民代表大会环境与资源保护委员会（主任委员：毛如柏）
- 第十一届全国人民代表大会环境与资源保护委员会（主任委员：汪光焘）
- 第十二届全国人民代表大会环境与资源保护委员会（主任委员：陆浩）
- 第十三届全国人民代表大会环境与资源保护委员会（主任委员：高虎城）[1]
- 第十四届全国人民代表大会环境与资源保护委员会（主任委员：鹿心社）